# Kanton Sevran
Der Kanton Sevran ist seit 1964 ein französischer Wahlkreis im Arrondissement Le Raincy, im Département Seine-Saint-Denis und in der Region Île-de-France; sein Hauptort ist Sevran.
Der Kanton Sevran ist 17,65 km² groß und hat 91.287 Einwohner (Stand: 2022), was einer Bevölkerungsdichte von 5172 Einwohnern pro km² entspricht.

## Gemeinden
Der Kanton besteht aus zwei Gemeinden mit insgesamt 91.287 Einwohnern (Stand: 1. Januar 2022) auf einer Gesamtfläche von 17,65 km²:
| Gemeinde      | Einwohner 1. Januar 2022 | Fläche km² | Dichte Einw./km² | Code INSEE | Postleitzahl |
| ------------- | ------------------------ | ---------- | ---------------- | ---------- | ------------ |
| Sevran        | 51.640                   | 7,28       | 7.093            | 93071      | 93270        |
| Villepinte    | 39.647                   | 10,37      | 3.823            | 93078      | 93420        |
| Kanton Sevran | 91.287                   | 17,65      | 5.172            | 9319       | –            |

Bis zur Neuordnung bestand der Kanton Sevran aus der Gemeinde Sevran. Sein Zuschnitt entsprach einer Fläche von 7,28 km2.